# Welsh Premier League (2017/2018)
Welsh Premier League 2017/2018 (znana jako  JD Welsh Premier League ze względów sponsorskich) był 26. sezonem najwyższej klasy rozgrywkowej w Walii.
Sezon został otwarty 11 sierpnia 2017 r., a zakończył się 20 maja 2018 r. finałem baraży o miejsce w eliminacjach do Ligi Europy UEFA.
26 kwietnia 2018 r. FAW Club Licensing Appeals Body zdecydowało o cofnięciu licencji Tier 1 i UEFA dla Bangor City, co skutkowało automatycznym spadkiem na drugi poziomu walijskiego futbolu w następnym sezonie i utratą miejsca w europejskich pucharach.
Mistrzem po raz dwunasty, a siódmy z rzędu został zespół The New Saints F.C..

## Format rozgrywek
Rozgrywki składały się z trzech faz. W pierwszej fazie drużyny grały ze sobą dwukrotnie, raz u siebie i raz na wyjeździe.
W drugiej fazie Welsh Premier League podzieliła się na dwie konferencje, sześć najlepszych drużyn stworzyło Championship Conference, pozostałe PlayOff Conference.
W ramach tych grup kluby ponownie zmierzyły się ze sobą dwukrotnie.
Wszystkie punkty zebrane przez zespoły w pierwszej fazie zostały przeniesione do drugiej fazy.
Drużyna, która zajęła pierwsze miejsce w Championship Conference została ogłoszona mistrzem Welsh Premier League i zakwalifikowała się do pierwszej rundy kwalifikacyjnej Ligi Mistrzów UEFA w następnym sezonie.
Drużyna, która zajęła drugie miejsce w Championship Conference, automatycznie kwalifikowała się do wstępnej rundy kwalifikacyjnej Ligi Europejskiej UEFA,
Cztery drużyny, które zajęły miejsca między trzecim a szóstym w Championship Conference, oraz drużyna z siódmego miejsca z PlayOff Conference wzięły udział w trzeciej fazie sezonu European Playoffs.
Zwycięzca zapewnił sobie miejsce w rundzie wstępnej Ligi Europy UEFA w następnym sezonie.
Kluby, które zajęły ostatnie dwa miejsca w drugiej puli, spadły na koniec sezonu.

Zdobywca Pucharu Walii kwalifiował się do pierwszej rundy kwalifikacyjnej Ligi Europejskiej UEFA.
W przypadku, gdy jedna z pięciu drużyn zakwalifikuje się już do Europy, wygrywając Puchar Walii, w play-offach zmierzą się pozostałe cztery drużyny bezpośrednio od półfinału, bez konieczności rozgrywania meczu ćwierćfinałowego (mecz między 6 a 7 zespołem).
W przypadku zdobycia Pucharu Walii przez jedną z dwóch czołowych drużyn, trzecia drużyna w lidze automatycznie zajmie miejsce w rundzie wstępnej do Ligi Europejskiej UEFA,
a druga drużyna przejdzie do pierwszej rundy kwalifikacyjnej Ligi Europy.
Pozostałe cztery zespoły zmierzą się wtedy w play-offach bezpośrednio od półfinału.

## Skład ligi w sezonie 2017/2018
W lidze rywalizowało dwanaście drużyn – dziesięć najlepszych drużyn z poprzedniego sezonu i po jednej z Cymru Alliance oraz Welsh Football League Division One:
Prestatyn Town (mistrz Cymru Alliance) i Barry Town United (mistrz Welsh Football League Division One). Barry Town United zagrało w walijskiej Premier League po raz pierwszy od sezonu 2003/2004, podczas gdy Prestatyn Town wraca do najwyższej klasy rozgrywkowej po spadku w sezonie 2014/2015.
| Uczestnicy poprzedniej edycji | Uczestnicy poprzedniej edycji   | Uczestnicy poprzedniej edycji | Uczestnicy poprzedniej edycji |
| --- | ------------------------------- | ----------------------------- | ----------------------------- |
| TNS | The New Saints F.C.             | Oswestry                      | 1                             |
| CQN | Connah’s Quay Nomads F.C.       | Connah’s Quay                 | 2                             |
| BAL | Bala Town                       | Bala                          | 3                             |
| BAN | Bangor City                     | Bangor                        | 4                             |
| CMR | Carmarthen Town                 | Carmarthen                    | 5                             |
| CMU | Cardiff Metropolitan University | Cardiff                       | 6                             |
| NTW | Newtown A.F.C.                  | Newtown                       | 7                             |
| CDR | Cefn Druids                     | Cefn Mawr, Wrexham            | 8                             |
| LND | Llandudno                       | Llandudno                     | 9                             |
| ABE | Aberystwyth Town F.C.           | Aberystwyth                   | 10                            |
| Awans z Cymru Alliance 2016/17 |                                 |                               |                               |
| PRE | Prestatyn Town                  | Prestatyn                     | 1                             |
| Awans z Welsh Football League Division One 2016/17                                                                                                |                                 |                               |                               |
| BAR | Barry Town United               | Barry                         | 1                             |
| Oznaczenia: - kolumna pierwsza – skróty nazw drużyn, - kolumna trzecia – siedziba klubu, - kolumna czwarta – miejsce zajęte w poprzednim sezonie. |                                 |                               |                               |

## Runda zasadnicza

### Tabela
| Lp. | Drużyna                         | M  | Z  | R | P  | Bramki | Bramki | Różn. | Pkt | Uwagi                   |
| --- | ------------------------------- | -- | -- | - | -- | ------ | ------ | ----- | --- | ----------------------- |
| 1   | The New Saints F.C.             | 22 | 17 | 2 | 3  | 58     | 22     | +36   | 53  | Championship Conference |
| 2   | Connah’s Quay Nomads F.C.       | 22 | 12 | 5 | 5  | 35     | 20     | +15   | 41  | Championship Conference |
| 3   | Bangor City                     | 22 | 12 | 3 | 7  | 36     | 24     | +12   | 39  | Championship Conference |
| 4   | Bala Town                       | 22 | 12 | 3 | 7  | 26     | 29     | −3    | 39  | Championship Conference |
| 5   | Cardiff Metropolitan University | 22 | 11 | 5 | 6  | 35     | 17     | +18   | 38  | Championship Conference |
| 6   | Cefn Druids                     | 22 | 8  | 7 | 7  | 23     | 25     | −2    | 31  | Championship Conference |
| 7   | Llandudno                       | 22 | 7  | 7 | 8  | 22     | 20     | +2    | 28  | PlayOff Conference      |
| 8   | Newtown A.F.C.                  | 22 | 8  | 3 | 11 | 32     | 35     | −3    | 27  | PlayOff Conference      |
| 9   | Barry Town United               | 22 | 8  | 3 | 11 | 20     | 25     | −5    | 27  | PlayOff Conference      |
| 10  | Aberystwyth Town F.C.           | 22 | 6  | 4 | 12 | 31     | 41     | −10   | 22  | PlayOff Conference      |
| 11  | Prestatyn Town                  | 22 | 4  | 3 | 15 | 23     | 53     | −30   | 15  | PlayOff Conference      |
| 12  | Carmarthen Town                 | 22 | 3  | 3 | 16 | 16     | 46     | −30   | 12  | PlayOff Conference      |

### Wyniki
| Gospodarz \ Gość                | ABE | BAL | BAN | BAR | CMU | CMR | CDR | CQN | LND | NTW | PRE | TNS |
| Aberystwyth Town F.C.           |     | 1:2 | 2:3 | 0:0 | 0:2 | 1:2 | 1:0 | 4:2 | 0:2 | 3:0 | 7:1 | 1:2 |
| Bala Town                       | 1:1 |     | 0:1 | 2:0 | 2:1 | 0:4 | 2:1 | 1:1 | 2:1 | 3:0 | 1:0 | 0:3 |
| Bangor City                     | 3:2 | 5:0 |     | 0:1 | 2:3 | 1:0 | 0:1 | 1:0 | 0:1 | 3:1 | 1:0 | 5:2 |
| Barry Town United               | 1:1 | 0:1 | 1:1 |     | 1:0 | 3:1 | 1:3 | 0:1 | 2:0 | 2:0 | 4:0 | 0:1 |
| Cardiff Metropolitan University | 1:1 | 1:2 | 3:1 | 3:0 |     | 5:0 | 1:1 | 0:0 | 1:0 | 2:0 | 2:1 | 0:0 |
| Carmarthen Town                 | 1:0 | 0:1 | 0:0 | 1:2 | 0:2 |     | 0:1 | 1:2 | 0:0 | 0:2 | 0:3 | 0:5 |
| Cefn Druids                     | 2:0 | 3:0 | 0:2 | 2:1 | 0:3 | 0:0 |     | 0:1 | 0:0 | 0:0 | 2:2 | 1:3 |
| Connah’s Quay Nomads F.C.       | 5:1 | 1:0 | 0:2 | 3:0 | 1:0 | 3:1 | 1:1 |     | 1:1 | 4:0 | 2:1 | 2:2 |
| Llandudno                       | 2:3 | 1:1 | 0:0 | 1:0 | 0:0 | 3:0 | 1:2 | 1:0 |     | 2:1 | 2:2 | 0:1 |
| Newtown A.F.C.                  | 4:0 | 1:3 | 1:2 | 3:0 | 3:2 | 4:1 | 1:1 | 0:1 | 2:1 |     | 3:0 | 2:3 |
| Prestatyn Town                  | 1:2 | 0:2 | 4:2 | 1:0 | 0:2 | 3:2 | 1:2 | 0:4 | 1:3 | 0:0 |     | 1:4 |
| The New Saints F.C.             | 4:0 | 3:0 | 2:1 | 0:1 | 2:1 | 5:2 | 4:0 | 3:0 | 1:0 | 2:4 | 6:1 |     |

## Runda finałowa

### Tabela
| Lp.                     | Drużyna                             | M  | Z  | R | P  | Bramki | Bramki | Różn. | Pkt | Uwagi                                       |
| ----------------------- | ----------------------------------- | -- | -- | - | -- | ------ | ------ | ----- | --- | ------------------------------------------- |
| Championship Conference |                                     |    |    |   |    |        |        |       |     |                                             |
| 1                       | The New Saints F.C. (M)             | 32 | 23 | 5 | 4  | 83     | 32     | +51   | 74  | Liga Mistrzów UEFA • I runda kwalifikacyjna |
| 2                       | Bangor City (S)                     | 32 | 19 | 3 | 10 | 49     | 32     | +17   | 60  | Spadek do Cymru Alliance                    |
| 3                       | Connah’s Quay Nomads F.C. (P)       | 32 | 17 | 6 | 9  | 46     | 29     | +17   | 57  | Liga Europy UEFA • I runda kwalifikacyjna   |
| 4                       | Bala Town                           | 32 | 15 | 4 | 13 | 37     | 48     | −11   | 49  | Liga Europy UEFA • Runda wstępna            |
| 5                       | Cefn Druids (B)                     | 32 | 12 | 8 | 12 | 38     | 41     | −3    | 44  | Liga Europy UEFA • Runda wstępna            |
| 6                       | Cardiff Metropolitan University (B) | 32 | 12 | 7 | 13 | 46     | 41     | +5    | 43  |                                             |
| PlayOff Conference      |                                     |    |    |   |    |        |        |       |     |                                             |
| 7                       | Barry Town United (B)               | 32 | 16 | 5 | 11 | 39     | 31     | +8    | 53  |                                             |
| 8                       | Newtown A.F.C.                      | 32 | 12 | 4 | 16 | 52     | 55     | −3    | 40  |                                             |
| 9                       | Aberystwyth Town F.C.               | 32 | 10 | 7 | 15 | 47     | 56     | −9    | 37  |                                             |
| 10                      | Llandudno                           | 32 | 9  | 9 | 14 | 39     | 44     | −5    | 36  |                                             |
| 11                      | Carmarthen Town                     | 32 | 8  | 5 | 19 | 35     | 62     | −27   | 29  |                                             |
| 12                      | Prestatyn Town (S)                  | 32 | 4  | 7 | 21 | 52     | 55     | −3    | 19  | Spadek do Cymru Alliance                    |

### Wyniki
| Gospodarz \ Gość                | BAL | BAN | CMU | CDR | CQN | TNS |
| Bala Town                       |     | 1:2 | 1:0 | 1:0 | 0:1 | 1:4 |
| Bangor City                     | 1:2 |     | 3:0 | 1:0 | 1:0 | 1:0 |
| Cardiff Metropolitan University | 4:3 | 1:2 |     | 1:3 | 0:2 | 1:1 |
| Cefn Druids                     | 3:1 | 0:2 | 3:1 |     | 2:0 | 2:2 |
| Connah’s Quay Nomads F.C.       | 1:1 | 1:0 | 3:0 | 2:1 |     | 0:1 |
| The New Saints F.C.             | 3:0 | 3:0 | 3:3 | 5:1 | 3:1 |     |
| Championship Conference         |     |     |     |     |     |     |

| Gospodarz \ Gość      | ABE | BAR | CMR | LND | NTW | PRE |
| Aberystwyth Town F.C. |     | 0:2 | 1:1 | 3:1 | 5:3 | 1:1 |
| Barry Town United     | 3:1 |     | 1:0 | 4:1 | 1:1 | 2:0 |
| Carmarthen Town       | 3:3 | 0:1 |     | 3:2 | 3:2 | 3:1 |
| Llandudno             | 1:0 | 2:3 | 3:2 |     | 3:4 | 2:2 |
| Newtown A.F.C.        | 0:1 | 1:2 | 2:3 | 3:2 |     | 3:0 |
| Prestatyn Town        | 0:1 | 0:0 | 0:1 | 0:0 | 0:1 |     |
| PlayOff Conference    |     |     |     |     |     |     |

## European Playoffs

### Drabinka
|  | Półfinał | Półfinał                        | Półfinał |                                 |   | Finał       | Finał | Finał |  |
|  |          |                                 |          |                                 |   |             |       |       |  |
|  | 6        | Cardiff Metropolitan University | 4        |                                 |   |             |       |       |  |
|  | 6        | Cardiff Metropolitan University | 4        |                                 |   |             |       |       |  |
|  | 7        | Barry Town United               | 1        |                                 |   |             |       |       |  |
|  | 7        | Barry Town United               | 1        |                                 | 5 | Cefn Druids | 1     |       |  |
|  |          |                                 |          |                                 | 5 | Cefn Druids | 1     |       |  |
|  |          |                                 | 6        | Cardiff Metropolitan University | 0 |             |       |       |  |

### Półfinały
| 12 maja 2018 | Cardiff Metropolitan University                                                   | 4:1   | Barry Town United                                            |                                                                                            |
| 18:15        | Adam Roscrow 26' 73' · William Albert Evans 40' · Callum Shayne Sainty 43' (sam.) | (3:0) | 86' Ryan Newman                                              | Stadion Cyncoed Campus Artificial Pitch (Cardiff (Caerdydd)) Widzów: 665 Sędzia: Dean John |
| 18:15        | Adam Roscrow 60'                                                                  | (3:0) | 56' Drew Fahiya · 86' Jonathan Hood · 90+2' Luke Mark Cooper | Stadion Cyncoed Campus Artificial Pitch (Cardiff (Caerdydd)) Widzów: 665 Sędzia: Dean John |

### Finał
| 20 maja 2018 | Cefn Druids           | 1:0   | Cardiff Metropolitan University |                                                                |
| 13:25        | James Rhys Davies 16' | (1:0) |                                 | The Rock (stadium) (Rhosymedre) Widzów: 779 Sędzia: Nick Pratt |

## Lista strzelców

### Runda zasadnicza
| Zawodnik        | Drużyna                         | Bramki |
| --------------- | ------------------------------- | ------ |
| Greg Draper     | The New Saints F.C.             | 15     |
| Eliot Evans     | Cardiff Metropolitan University | 12     |
| Kayne McLaggon  | Barry Town United               | 10     |
| Michael Wilde   | Connah’s Quay Nomads F.C.       | 10     |
| Adam Roscrow    | Cardiff Metropolitan University | 9      |
| Dean Rittenberg | Bangor City                     | 8      |

### Runda finałowa
| Zawodnik      | Drużyna               | Bramki |
| ------------- | --------------------- | ------ |
| Greg Draper   | The New Saints F.C.   | 7      |
| Alec Mudimu   | Cefn Druids           | 6      |
| Nick Rushton  | Newtown A.F.C.        | 6      |
| Liam Thomas   | Carmarthen Town       | 6      |
| Declan Walker | Aberystwyth Town F.C. | 6      |

### Razem
| Zawodnik        | Drużyna                         | Bramki |
| --------------- | ------------------------------- | ------ |
| Greg Draper     | The New Saints F.C.             | 22     |
| Eliot Evans     | Cardiff Metropolitan University | 14     |
| Kayne McLaggon  | Barry Town United               | 12     |
| Dean Rittenberg | Bangor City                     | 11     |
| Declan Walker   | Aberystwyth Town F.C.           | 11     |
| Michael Wilde   | Connah’s Quay Nomads F.C.       | 11     |
| Adam Roscrow    | Cardiff Metropolitan University | 10     |

## Najlepsi w sezonie
| Trener        | Huw Griffiths | Cefn Druids         |
| Zawodnik      | Jamie Mullan  | The New Saints F.C. |
| Młodzieżowiec | Luke Wall     | Bangor City         |

Źródło: clwbpeldroed.org.

## Jedenastka sezonu
| Pozycja   | Zawodnik          | Drużyna                   |
| --------- | ----------------- | ------------------------- |
| Bramkarz  | John Danby        | Connah’s Quay Nomads F.C. |
| Obrońca   | Danny Holmes      | Bangor City               |
| Obrońca   | Connell Rawlinson | The New Saints F.C.       |
| Obrońca   | George Horan      | Connah’s Quay Nomads F.C. |
| Obrońca   | Chris Hugh        | Barry Town United         |
| Pomocnik  | Luke Wall         | Bangor City               |
| Pomocnik  | Aeron Edwards     | The New Saints F.C.       |
| Pomocnik  | Danny Gosset      | Bangor City               |
| Pomocnik  | Jamie Mullan      | The New Saints F.C.       |
| Napastnik | Kayne McLaggon    | Barry Town United         |
| Napastnik | Greg Draper       | The New Saints F.C.       |

Źródło: clwbpeldroed.org.

## Stadiony
| Aberystwyth Town F.C. | Bala Town                 | Bangor City     | Barry Town United   | Cardiff Metropolitan University | Carmarthen Town     |
| --------------------- | ------------------------- | --------------- | ------------------- | ------------------------------- | ------------------- |
| Park Avenue           | Maes Tegid                | Nantporth       | Jenner Park Stadium | Cyncoed Campus                  | Richmond Park       |
| Pojemność: 2500       | Pojemność: 1500           | Pojemność: 3000 | Pojemność: 2450     | Pojemność: 1875                 | Pojemność: 2500     |
|                       |                           |                 |                     |                                 |                     |
| Cefn Druids           | Connah’s Quay Nomads F.C. | Llandudno       | Newtown A.F.C.      | Prestatyn Town                  | The New Saints F.C. |
| The Rock (stadium)    | Deeside Stadium           | Park MBi Maesdu | Latham Park         | Bastion Road                    | Park Hall           |
| Pojemność: 2500       | Pojemność: 1500           | Pojemność: 1013 | Pojemność: 5000     | Pojemność: 2000                 | Pojemność: 1500     |
|                       |                           |                 |                     |                                 |                     |